# NGC 262
NGC 262 est une galaxie lenticulaire située dans la constellation d'Andromède. NGC 262 a été découverte par le l'astronome américain Lewis Swift en 1885.

## Caractéristiques
Sa vitesse par rapport au fond diffus cosmologique est de 4 198 ± 22 km/s, ce qui correspond à une distance de Hubble de 61,9 ± 4,5 Mpc (∼202 millions d'al).
NGC 262 présente une large raie HI et c'est une galaxie active de type Seyfert 2. NGC 262 est une galaxie dont le noyau brille dans le domaine de l'ultraviolet. Elle figure dans le catalogue de Markarian sous la cote Mrk 348 (MK 348).

## Groupe de NGC 315
La galaxie NGC 262 fait partie du groupe de NGC 315. Ce groupe comprend plus d'une quarantaine de galaxies. Outre NGC 262, les principales galaxies de ce groupe sont NGC 226, NGC 243, NGC 266, NGC 311, NGC 315, NGC 338, IC 43, IC 66 et IC 69. La galaxie NGC 252 incluse au groupe de NGC 315 dans un article d'Abraham Mahtessian devrait être ajoutée à cette liste.